# Ägyptische Futsalnationalmannschaft
Die ägyptische Futsalnationalmannschaft ist eine repräsentative Auswahl ägyptischer Futsalspieler. Die Mannschaft vertritt den Ägyptischen Fußballverband bei internationalen Begegnungen. Das Team ist die erfolgreichste Futsalmannschaft Afrikas mit drei kontinentalen Titeln und vier WM-Teilnahmen. 

## Abschneiden bei Turnieren
Ägypten gewann als Gastgeber die ersten beiden Austragungen der Afrikameisterschaft und war auch bei der dritten Austragung 2004 siegreich. 2008 unterlag man in Libyen im Finale dem Gastgeber mit 3:4 nach Verlängerung.
Mit vier WM-Teilnahmen ist Ägypten Afrikas Rekordteilnehmer. Der größte Erfolg gelang 2000, als man nach Siegen über Uruguay und Thailand in die Zwischenrunde einzog. Dort gewann man überraschend 6:4 gegen Russland und stand kurz vor dem Einzug ins Halbfinale. In der entscheidenden Partie gegen Argentinien hätte ein Unentschieden genügt, Ägypten verlor allerdings knapp mit 3:4.

### Futsal-Weltmeisterschaft
- 1989 – nicht eingeladen
- 1992 – nicht eingeladen
- 1996 – Vorrunde
- 2000 – Zwischenrunde
- 2004 – Vorrunde
- 2008 – Vorrunde
- 2012 – Achtelfinale
- 2016 – Viertelfinale
- 2021 – Vorrunde

### Futsal-Afrikameisterschaft
- 1996 – Afrikameister
- 2000 – Afrikameister
- 2004 – Afrikameister
- 2008 – 2. Platz
- 2016 – 2. Platz
- 2020 – 2. Platz

### Arab Futsal Cup
- 1998 – Arabienmeister
- 2005 – Arabienmeister
- 2007 – 2. Platz
- 2008 – 2. Platz
- 2021 – 2. Platz
- 2022 – 2. Platz
- 2023 – Viertelfinale